# Strawberry Wine
Strawberry Wine es un EP de la banda irlandesa de rock alternativo My Bloody Valentine lanzado al mercado en 1987. Es el primer lanzamiento de la banda con la nueva guitarrista y cantante Bilinda Butcher quien compartió las partes vocales con Kevin Shields después de la marcha de Dave Conway. Sólo se pusieron a la venta 2500 copias.
El contenido del EP después se combinó con el siguiente lanzamiento de la banda, Ecstasy, y reeditado como un mini-LP llamado Ecstasy and Wine, aunque se usó una versión distinta de la canción "Strawberry Wine".

## Lista de canciones
- Todas las canciones compuestas por Kevin Shields excepto * de Shields/Debbie Googe/Colm Ó Cíosóig.

1. "Strawberry Wine" – 2:33
2. "Never Say Goodbye" – 2:32 *
3. "Can I Touch You" – 3:15

## Personal
- Kevin Shields — voz, guitarra
- Bilinda Butcher — voz, guitarra
- Colm Ó Cíosóig — batería
- Debbie Googe — bajo
- My Bloody Valentine — producción
- Steve Nunn — ingeniero de sonido